# Tackesdorf

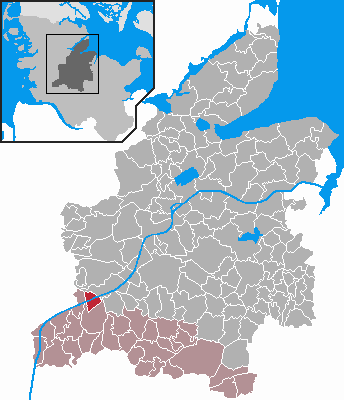

Tackesdorf est une petite commune allemande du Schleswig-Holstein, située dans l'arrondissement de Rendsburg-Eckernförde (Kreis Rendsburg-Eckernförde), à 19 kilomètres au sud-ouest de la ville de Rendsburg. Tackesdorf est l'une des 30 communes de l'Amt Mittelholstein (« Moyen-Holstein ») dont le siège est à Hohenwestedt. Le territoire de la commune est séparé en deux parties par le canal de Kiel.